# Jiří Lacina (politik)
Jiří Lacina (* 19. května 1934) byl český a československý veterinář, politik, poúnorový bezpartijní poslanec Národního shromáždění ČSSR a Sněmovny lidu Federálního shromáždění a pak opětovně poslanec Federálního shromáždění po sametové revoluci za Občanské fórum a Občanskou demokratickou stranu. V 90. letech komunální politik v Chrudimi za ODS a US-DEU.

## Biografie
Ve volbách roku 1964 byl zvolen do Národního shromáždění ČSSR za Východočeský kraj jako bezpartijní kandidát. V Národním shromáždění zasedal až do konce volebního období parlamentu v roce 1968.
K roku 1968 se profesně zmiňuje coby veterinární lékař z obvodu Chrudim. Po federalizaci Československa usedl roku 1969 do Sněmovny lidu Federálního shromáždění (volební obvod Chrudim), kde setrval jen do prosince 1969, kdy rezignoval na poslanecký post.
Hned po invazi vojsk Varšavské smlouvy do Československa odjel ráno 21. srpna vlakem z Chrudimi do Prahy ve snaze dostat se do parlamentu a po deset dnů působil v Praze. Byl členem delegace členů Národního shromáždění na ambasádu SSSR s protestní nótou. Byl jedním z deseti poslanců Národního shromáždění, kteří se na podzim 1968 zdrželi hlasování při schvalování smlouvy o „dočasném pobytu“ sovětských vojsk na území ČSSR, která měla legalizovat Moskevský protokol. Po nástupu normalizace ho Krajský výbor Komunistické strany Československa ve Východočeském kraji zařadil na seznam „představitelů a exponentů pravice“. V té době je uváděn jako vedoucí Veterinárního střediska Chrudim. Po roce 1969 byl politicky pronásledován a profesně sesazen na post řadového pracovníka. Každý rok v době okolo výročí 21. srpna byl pod dohledem agentů Státní bezpečnosti.
Během sametové revoluce v listopadu 1989 vystoupil na mítinku v Chrudimi a podpořil generální stávku (konána 27. listopadu 1989). Stal se pak jedním ze čtyř mluvčích Občanského fóra v Chrudimi. Do nejvyššího zákonodárného sboru byl zvolen opětovně po sametové revoluci ve volbách roku 1990, nyní jako poslanec za Občanské fórum. V průběhu volebního období přešel do klubu nově utvořené ODS. Mandát obhájil ve volbách roku 1992 a v parlamentu zasedal až do zániku Československa 31. prosince 1992.
Angažoval se také v komunální politice. Ve volbách roku 1994 byl zvolen do zastupitelstva Chrudimi, kde vykonával funkci místostarosty. Při rozkolu uvnitř ODS přešel do nově vzniklé Unie Svobody a v komunálních volbách 1998 obhájil mandát. Kandidoval také v roce 2002, ale tehdy již nebyl zvolen.